# 凱奧拉德奧國家公園
凱奧拉德奧國家公園（英語：Keoladeo National Park），又稱凱奧拉德奧·蓋納國家公園（英語：Keoladeo Ghana National Park），巴拉特普爾鳥類保護區（英語：Bharatpur Bird Sanctuary），位於印度拉贾斯坦邦珀勒德布爾，印度的國家公園之一。它是著名的鳥類保護區，在冬季時，有許多候鳥會在此棲息。

## 註釋

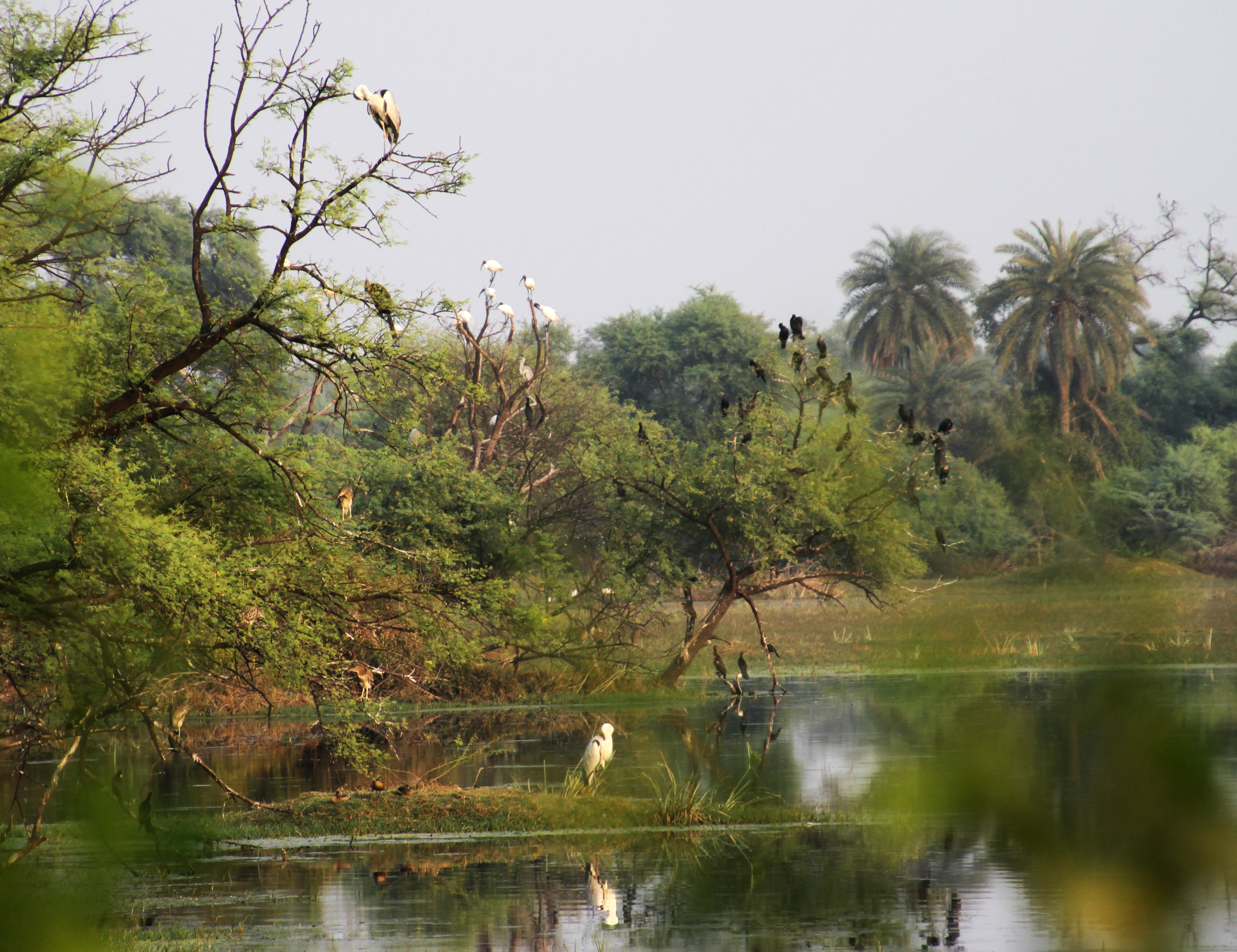
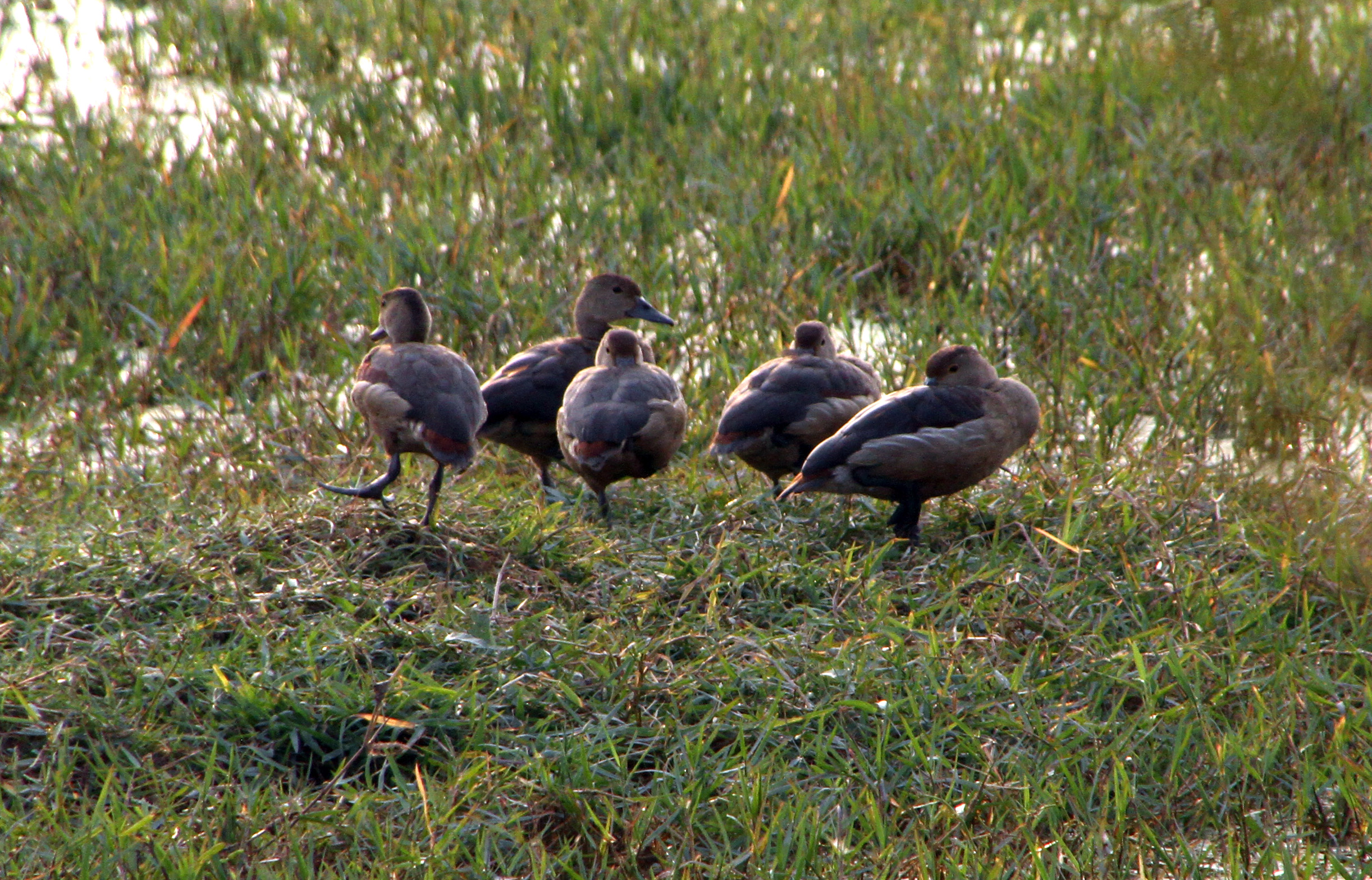
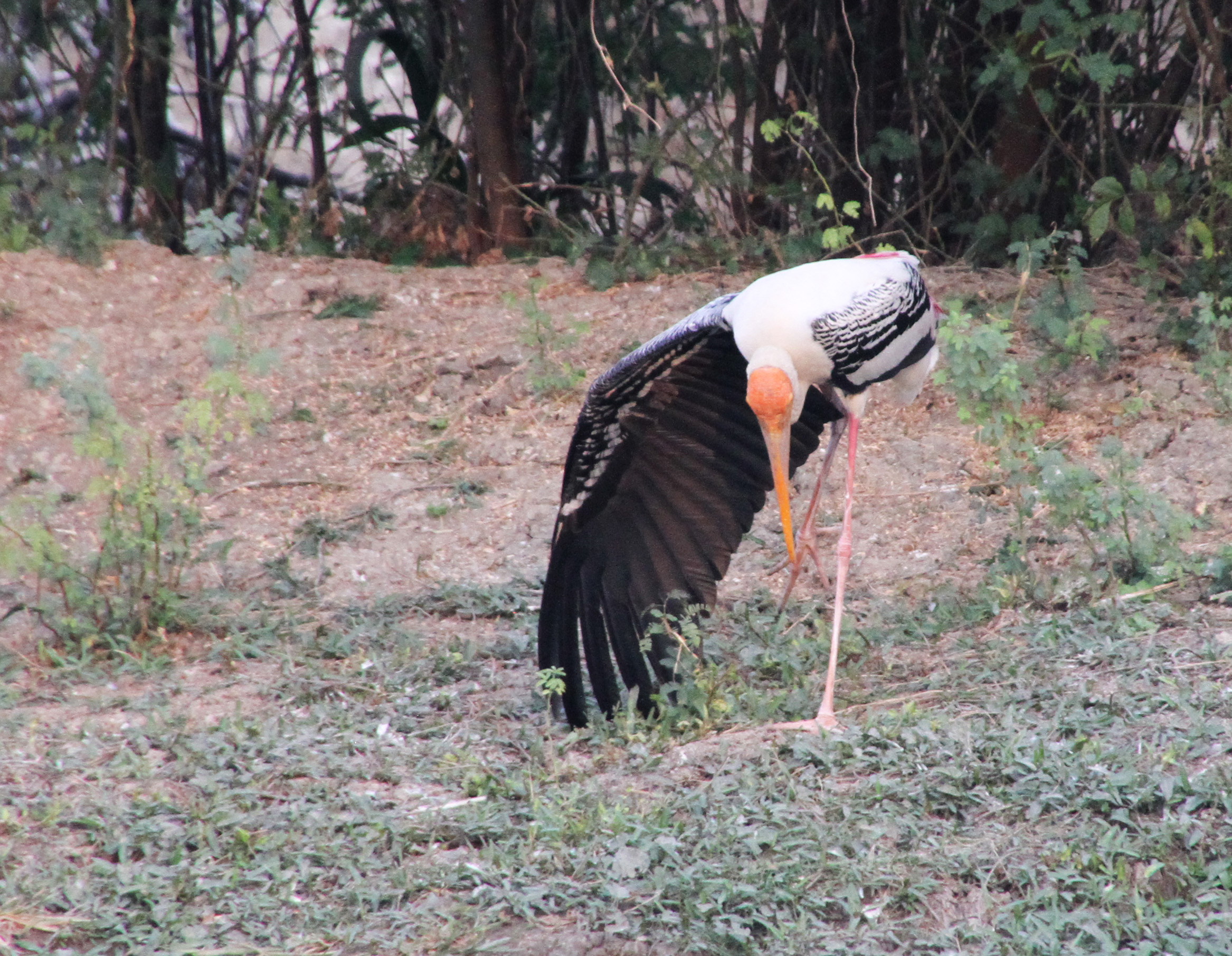
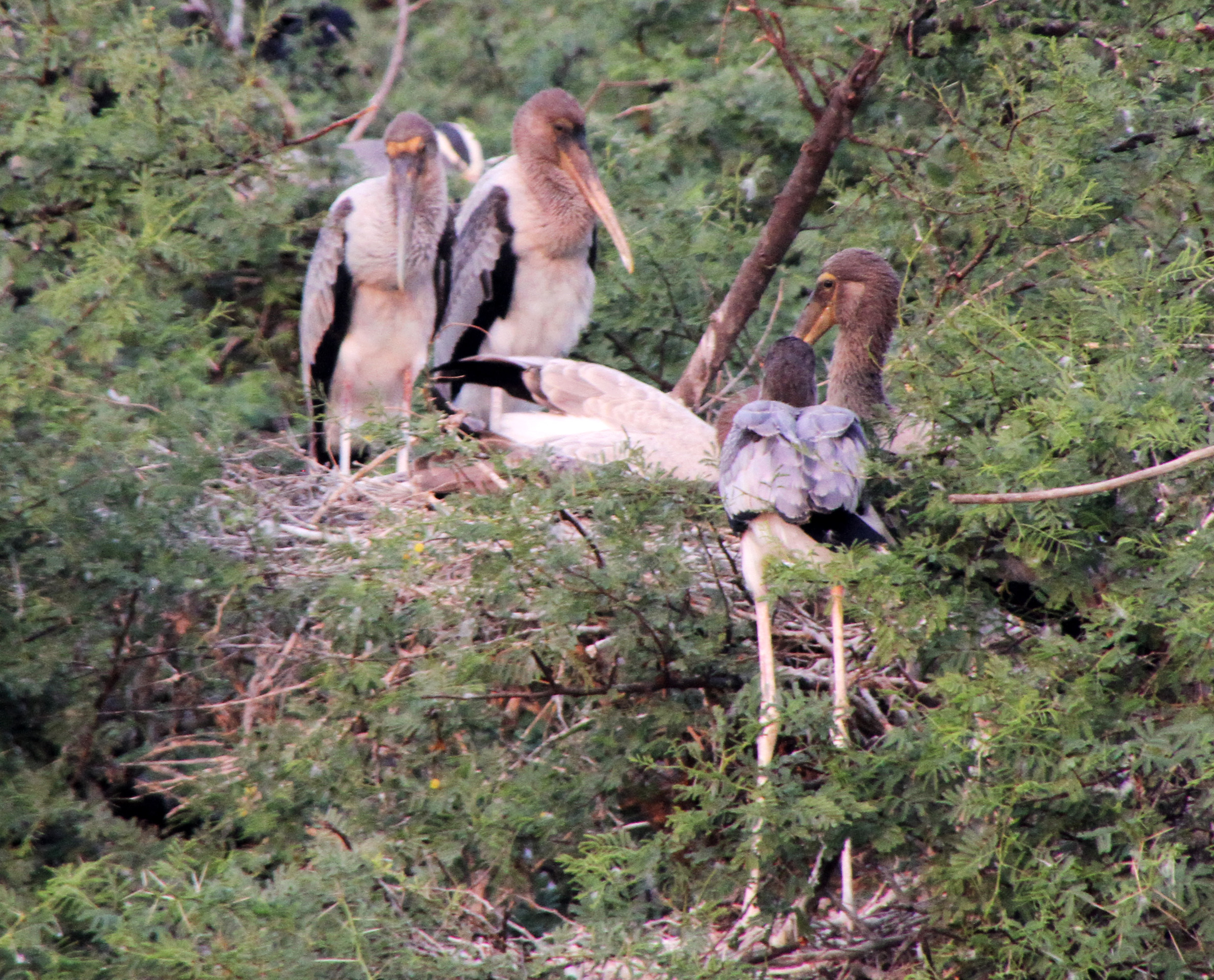
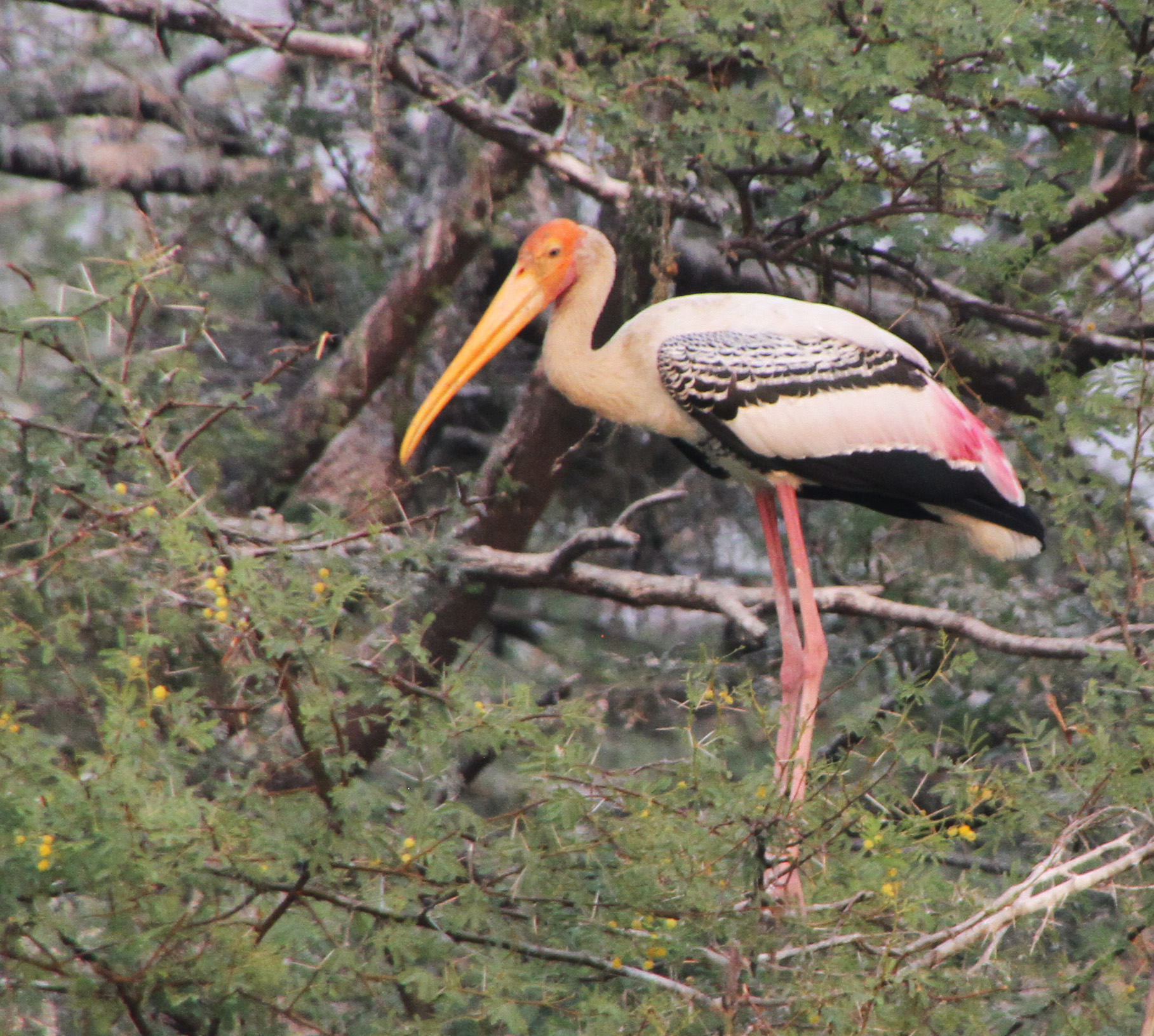
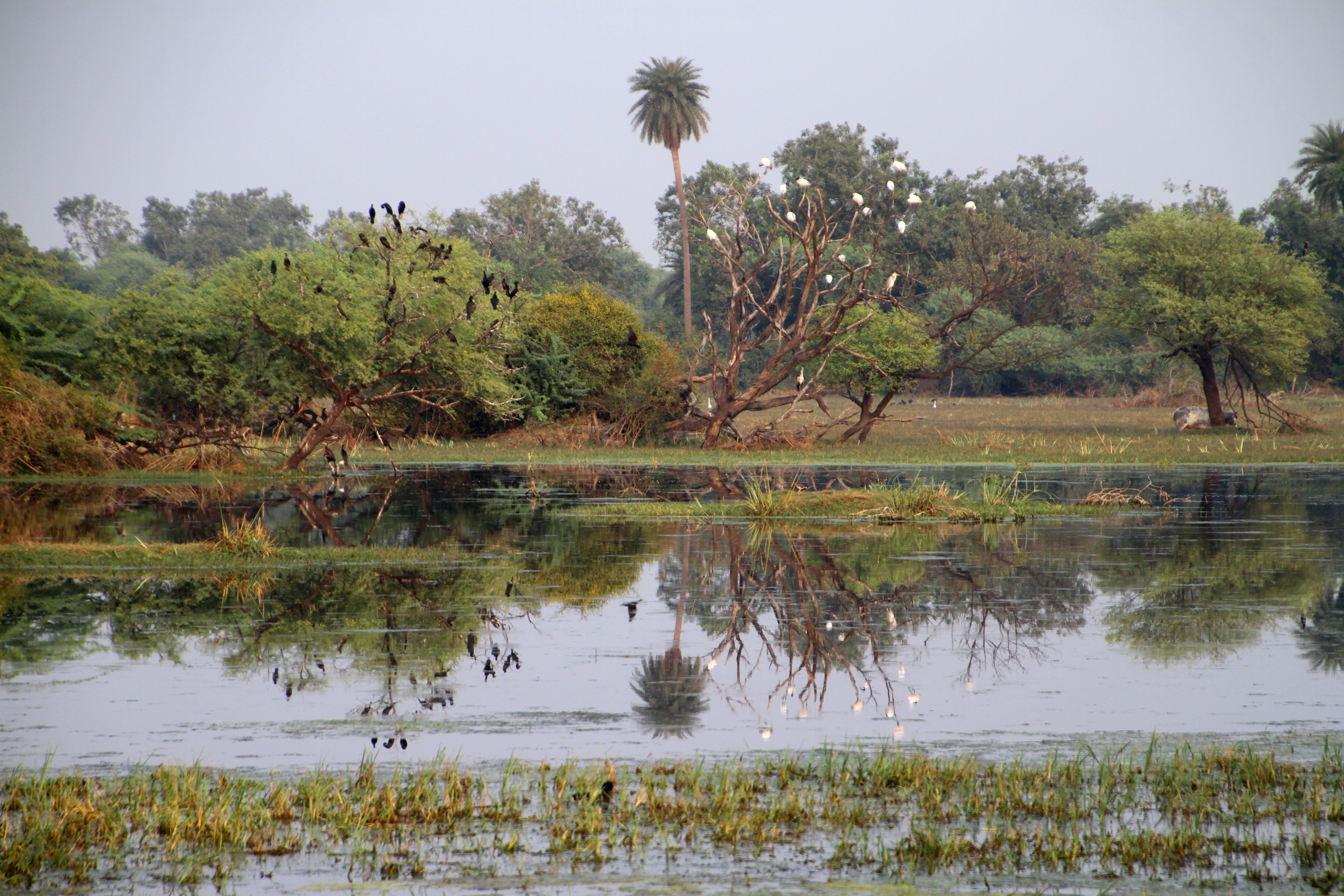

## 外部連結
- 凱奧拉德奧國家公園官方網站